# Miguel Hidalgo Número Dos
Miguel Hidalgo Número Dos är en ort i Mexiko.   Den ligger i kommunen Tonalá och delstaten Chiapas, i den sydöstra delen av landet, 700 km sydost om huvudstaden Mexico City. Miguel Hidalgo Número Dos ligger 8 meter över havet och antalet invånare är 678.
Terrängen runt Miguel Hidalgo Número Dos är mycket platt. Havet är nära Miguel Hidalgo Número Dos åt sydväst. Runt Miguel Hidalgo Número Dos är det ganska glesbefolkat, med 50 invånare per kvadratkilometer. Närmaste större samhälle är Tonalá, 16,3 km norr om Miguel Hidalgo Número Dos. Omgivningarna runt Miguel Hidalgo Número Dos är en mosaik av jordbruksmark och naturlig växtlighet.